# Anaco (khu tự quản)
Anaco là một khu tự quản thuộc bang Anzoátegui, Venezuela. Thủ phủ của khu tự quản Anaco đóng tại Anaco. Khự tự quản Anaco có diện tích 795 km2, dân số theo điều tra dân số ngày 21 tháng 10 năm 2001 là 101172 người.